# Мур, Ли (политик)
Ли Мур (англ. Lee Moore; 15 февраля 1939, Сент-Китс — 6 мая 2000, Нью-Йорк, Нью-Йорк) — государственный и политический деятель Сент-Китса и Невиса. Работал премьером Сент-Китса — Невиса — Ангильи с 20 мая 1979 года по 21 февраля 1980 года. Был членом Лейбористской партии Сент-Китса и Невиса и её лидером в 1979-1989 годах. Окончил Королевский колледж Лондона со степенью бакалавра права, а затем получил степень магистра права и диплом по теологии.

## Биография
В 1967 году стал помощником премьер-министра Роберта Ллевеллина Брэдшоу и был назначен генеральным прокурором в 1971 году. Стал заместителем премьер-министра в кабинете Пола Саутвелла. После смерти Пола Саутвелла стал премьер-министром в 1979 году, но проиграл на всеобщих выборах 1980 года. Оставался лидером оппозиции до 1984 года, затем потерял своё место в Национальном Собрании. В 1989 году ушёл из руководства Лейбористской партии.
В 2000 году был назначен Рыцарем-командором ордена Святых Михаила и Георгия за заслуги в юридическом, социальном и экономическом развитии региона. В 2004 году здание суда на Сент-Китсе было названо в его честь.

## Примечание
1. ↑  Historic St. Kitts - Lee L. Moore. www.historicstkitts.kn. Дата обращения: 20 января 2021.
2. ↑  St Kitts And Nevis Labour Party To Elect A New Leader On 28 November - SKN News. SKN News (27 ноября 2021). Дата обращения: 26 февраля 2025. Архивировано 27 ноября 2021 года.
3. ↑  Bute, Evangeline. The Black Handbook: The People, History and Politics of Africa and the African Diaspora :  [англ.] / Evangeline Bute, H. J. P. Harmer. — Bloomsbury Publishing, 6 October 2016. — ISBN 9781474292870.
4. ↑  Приложение к №55720, с. 1 (англ.) // London Gazette : newspaper. — London. — No. 55720. — P. 1. — ISSN 0374-3721.
5. ↑  Court Building to be Named in Honour of Sir Lee Llewellyn Moore on National Heroes Day. The Communications' Unit of the Office of the Prime Minister, St. Kitts & Nevis (11 сентября 2004). Дата обращения: 20 января 2021. Архивировано 4 ноября 2004 года.